# قله سمنوف-تیان-شانسکی
قله سمنوف-تیان-شانسکی (به لاتین: Semenov-Tian-Shansky Peak) یک کوه در قرقیزستان است که در استان چوئی واقع شده‌است. قله سمنوف-تیان-شانسکی ۴٬۸۹۵ متر بالاتر از سطح دریا واقع شده‌است.